# Cape Colony
Cape Colony es un lugar designado por el censo ubicado en el condado de Chowan en el estado estadounidense de Carolina del Norte. En el Censo de 2020 tenía una población de 691 habitantes y una densidad poblacional de 196,87 habitantes por km². Fue incluido como CDP en el censo de 2020.

## Geografía
Cape Colony se encuentra ubicado en las coordenadas 36°01′11″N 76°34′55″O / 36.01972, -76.58194. Según la Oficina del Censo de los Estados Unidos,  tiene una superficie total de 3,51 km², de la cual 2,62 km² corresponden a tierra firme y 0,89 km² a agua.